# A pszichiátria magyarországi története

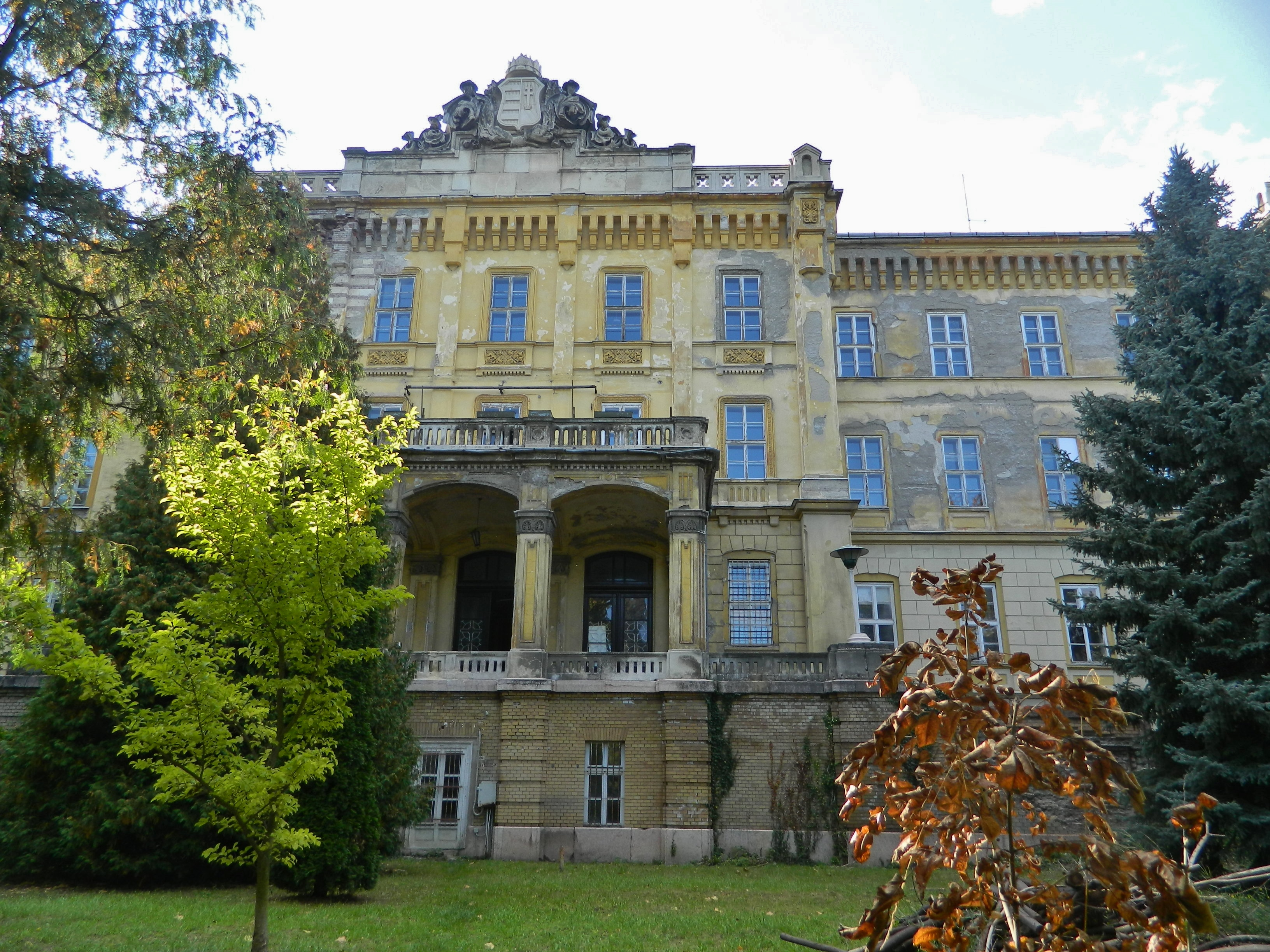
Az Országos Pszichiátriai és Neurológiai Intézet (korábban: Budai Országos Tébolyda) épülete

A pszichiátria magyarországi története a 19. századra nyúlik vissza. Haffner Mihály, a Szent Rókus Kórház első igazgatója már 1794-ben kezdeményezte egy elmebetegek ápolását célzó kórházi osztály létesítését, de nem valósult meg. Ezt követően az 1850-es évekre már nyíltak magánfenntartású pszichiátriai intézmények, ám az állami ellátás közel 66 éven át különféle okok miatt nem valósulhatott meg.
Az első állami fenntartású elmegyógyászati kórházi osztály 1857-ben, a kolozsvári Karolina Kórházban nyílt meg. Ezt követte az első országos elmegyógyintézet 1863-as megnyitása Nagyszebenben. A Budai Országos Tébolyda 1868-ban nyílt meg, amelynek nevét 1898-ban Lipótmezei Elme- és Ideggyógyintézetre, később Országos Pszichiátriai és Neurológiai Intézetre változtatták.
1884-ben, az Országos Tébolyda tehermentesítésére irányuló törekvések részeként Angyalföldön megnyílt a Gyógyíthatatlan és közveszélyes elmebetegek tébolydája (ma: Nyírő Gyula Kórház).

## Előzmények

### 1791-ig
Míg az arab országokban már a 8. századtól léteztek bimarisztánok, ahol napfénnyel, friss levegővel és zeneterápiával igyekeztek gyógyítani az elmebetegeket, addig – noha Hippokratész már fiziológiai betegségként kezelte a mentális betegségeket – az európai tendenciának megfelelően Magyarországon is évszázadokon át démoni hatalmaknak vagy a Hold vélelmezett negatív hatásának tulajdonították az elmebetegek tüneteit. Erre utalt az is, hogy az elmezavarban szenvedőkre a Tripartitum 1. részének 124. címe alatt „havasok” (latinul: lunatici), mai magyar szóhasználattal „holdkórosok” néven hivatkoztak. A korszakban jellemző volt, hogy a „gyógyítást” – tekintve, hogy betegségük eredetét nem eviláginak gondolták – többek közt hánytatással, veréssel, hidegvizes locsolással, lekötözéssel, vérük megcsapolásával próbálták megvalósítani, hogy „megszabadítsák” a gondozottak lelkét a gonosz erőktől.
A bencések a pécsváradi kolostor mellett 1007-től egy kórházat üzemeltettek, ahol a feljegyzések szerint elmebetegeket is gyógyítottak ördögűzéssel, kézrátétellel, imádsággal. Mégis, bár 1784-ben Bécsben, 1790-ben Prágában már megnyíltak az elmegyógyintézetek, amelyek magyar ápoltakat is befogadtak, Magyarországon 1791-ig nem volt napirenden ilyen intézmény létesítése.

### Kezdeményezések a 19. század hajnalán (1791–1842)
1791. augusztus 25-én, II. Lipót uralkodása alatt egy Bécsben kelt kancellári rendelet határozott arról, hogy a különféle forrásokból származó összegek nyilvános elmegyógyintézetek létrehozására fordíthatók legyenek. Ettől kezdve az elmebetegek ellátásának kérdése folyamatosan napirenden volt. Ehhez csatlakozott Haffner Mihály, a Szent Rókus Kórház első igazgatója is, aki 1794-ben kezdeményezte egy elmebetegek ápolását célzó kórházi osztály létesítését. A vármegyék nyomást gyakoroltak az ügy előrehaladása érdekében, és 1801-ben Pest-Pilis-Solt vármegye feliratot intézett József nádorhoz, panaszkodva, hogy az elmebetegekről nem gondoskodnak megfelelően, kérve, hogy a szentendrei kórház helyiségeit alakítsák át elmebetegek részére.
1806-ban a kancellár sürgősen felterjesztést tett egy elmegyógyintézet alapítására, amit Pfisterer András 1809 elején a tervezett 70 beteg részére előterjesztett. Ennek eredményeként az épület megfelelő helyszínének kiválasztásával foglalkoztak. 1812-től kezdődően a bécsi, prágai és lembergi elmegyógyintézetek rendeletileg zárták be kapuikat a magyar ápoltak előtt, az indoklás szerint azért, mert nem tudja Magyarország kölcsönösen vállalni a Habsburg Birodalom más területeiről érkező elmeápoltak gondozását, tekintve hogy magyarországi országos elmegyógyintézet nem volt akkoriban.

### A magánintézetek korszaka (1842–1857)

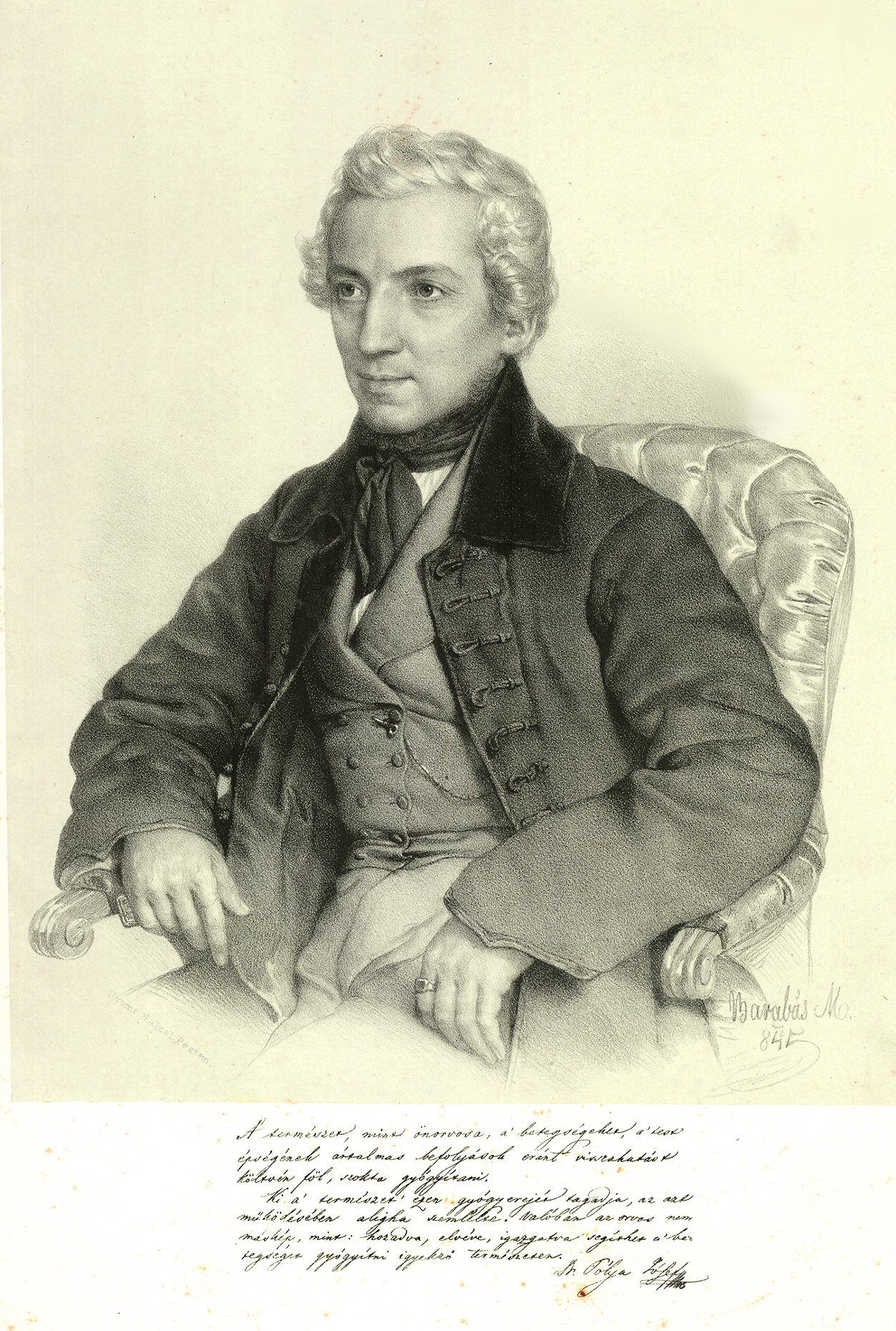
Pólya József

Az országos elmegyógyintézet megvalósítását először pénzügyi nehézségek, majd a napóleoni háborúk és a rákövetkező pénzromlás is késleltette. A Helytartótanács 1848-ban Schwartzert küldte külföldre, hogy tanulmányozza az európai elmegyógyintézeteket, és javaslatot tegyen a magyar intézet megszervezésére. Végül a Lipótmezõt tartották legalkalmasabb helyszínnek, és bár voltak rá rendelkezésre álló pénzügyi források, a szabadságharc miatt a tárgyalások leálltak, és a telekvásárlás ügye elhúzódott.
Az elmebetegek kezelése olyan kórházakban történt, ahol inkább alapvető ellátás és felügyelet volt, semmint a mai értelemben vett modern kezelés vagy gyógyítás. A gondozottak gyakran szabadon kóborolhattak a települések utcáin. 1851-ben megtiltották az elmebetegek börtönökbe zárását. A Bach-korszak idején nagyobb közkórházakban elmeosztályokat alakítottak ki, de ezek általában alacsony színvonalú és rossz higiéniai körülmények között működtek.
Az állami elmegyógyintézetek előtt jóval megjelentek a magánfenntartású pszichiátriai intézmények. 1842-ben Pólya József a Városliget melletti birtokán, 1850-ben Schwartzer Ferenc, a bécsi elmegyógyintézet, a Narrenturm („Bolondok tornya”) volt másodorvosa pedig Vácott alapította meg saját magánintézetét „Őrülde” néven. Pólya intézete két év működés után megszűnt, Schwartzer pedig később, 1852-ben Budára, a Kék Golyó utcába költöztette intézetét, ahol már mellőzték a kényszereszközöket, ehelyett dolgoztatták a gondozottakat. Schwartzer adta ki az első magyar nyelvű elmegyógyászati tankönyvet, A lelkibetegségek általános kór- és gyógytana címmel, 1858-ben. Schwartzer intézménye végül 1921-ig működött, amikor az intézményt szanatóriummá alakították át. Egykori épülete ma az Országos Onkológiai Intézetnek ad otthont.
Schwartzer és társai küzdve az elmegyógyászati gondozottakat érő társadalmi stigmák ellen az ápoltak családtagjait arra kérték, kirekesztés helyett gyakran látogassák hozzátartozójukat, mert ez elősegítheti felépülésüket és reintegrációjukat a társadalomba. Schwartzer személyesen is igyekezett példát mutatni, gyakran együtt vacsorázott az intézmény gondozottjaival és a kezelőorvosokkal.

## Az állami „tébolydák” és „őrjorvosok” korszaka (1857–1882)

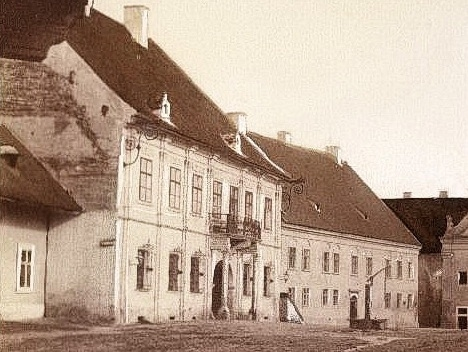
A Karolina Kórház 1860 körül

Az első állami fenntartású elmegyógyászati kórházi osztály 1857-ben, a kolozsvári Karolina Kórházban nyílt meg. Ezt követte az első országos önálló, dedikált elmegyógyintézet – vagy korabeli szóhasználattal „tébolyda” – 1863-as megnyitása Nagyszebenben, amelynek megnyitása után a Karolina Kórház elmegyógyászati részlegét bezárták, és az ápoltakat Nagyszebenben gondozták tovább.
A Budai Országos Tébolyda sokáig halogatott megnyitására – amelynek kivitelezésén több építési vállalkozó váltotta egymást – végül 1868. december 6-án került sor. Az intézmény nevét 1898-ban Lipótmezei Elme- és Ideggyógyintézetre, később Országos Pszichiátriai és Neurológiai Intézetre változtatták. A köznyelvben a „Lipótmező” vagy a „sárga ház” az intézet szinonimájává vált. Hogy a lipótmezei intézetet tehermentesítsék, 1884-ben megnyitották Angyalföldön a Gyógyíthatatlan és közveszélyes elmebetegek tébolydáját (napjainkban: Nyírő Gyula Országos Pszichiátriai és Addiktológiai Intézet).
A magyar pszichiátria úttörői, vagy korabeli nevükön „őrjorvosok” Schwartzer tanítványai közül kerültek ki. Közéjük tartozik Bolyó Károly és Niedermann Gyula is. Hozzájuk társult Schnirch Emil, korábbi borsodi tisztiorvos, aki az Országos Tébolyda első igazgató főorvosa lett.
Schnirch a humánus elmegyógyászat híveként elrendelte, hogy ne alkalmazzanak durva kényszerítő és fenyítő eszközöket. A betegek kezelésére nyugtatókat használtak, a gondozottakat szükség esetén kényszerzubbony (korabeli nevén „kényszerköntös”) segítségével fékezték meg vagy magánzárkába zárták.

## Az elmekórtan megszületése (1882–1920)
A századforduló velejárója volt, hogy a „tébolyda” és az „őrjorvos” fogalmait fokozatosan kiszorította az „elmekórtan”. Az Elmekórtani Tanszék 1882-es megalapítása már Laufenauer Károly nevéhez kötődik, aki kitartóan előrevitte a pszichiátria elismerését a magyarországi felsőoktatásban. 1901-es halála után tanítványa, Moravcsik Ernő Emil, aki 1896-tól az Igazságügyi Orvosi Megfigyelő és Elmegyógyító Intézet vezetője volt folytatta a pszichiátria egyetemi oktatását és ő lett az 1908-ban megnyílt Elme- és idegkórtani Klinika vezetője.
Moravcsik kutatásai hozzájárultak többek közt katatónia, a szkizofrénia (korabeli nevén: ifjúkori elmegyöngeség) pszichomotoros jelenségei, a pszichogalvanikus reflex, az érzékcsalódások belső mechanizmusai és a pszichiátriai betegségek más velejáróinak jobb megértéséhez. Moravcsik igazgatása alatt kezdett gyakornokként dolgozni Csáth Géza, aki mind pszichiáterként, mind íróként ismertségre tett szert.

## A Horthy-korszak idején (1920–1945)

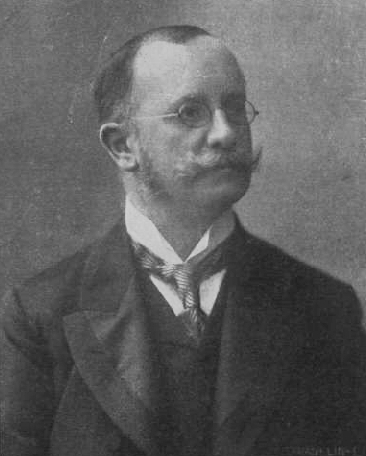
Schaffer Károly

Az 1920-as évektől a klinika vezetője Schaffer Károly lett, akit a magyarországi neuropatológia egyik nagy alakjaként tartanak számon, és akinek a meghívására dolgozott Horányi Béla a laboratórium agykutató részlegén. Laufenauertől tanult Ranschburg Pál ideg- és elmeorvos is, akinek az asszisztense a Gyógypedagógiai Pszichológiai Laboratóriumban Szondi Lipót, a Szondi-féle személyiségteszt feltalálója volt.
1913-ban Ferenczi Sándor, Sigmund Freud munkatársa megalapította a Magyar Pszichoanalitikus Egyesületet. A kor kiemelkedő szaktekintélyének számított továbbá Lechner Károly elmeorvos, aki eredetileg Schwartzer intézetében dolgozott és akinek a tanítványai közül került ki Nyírő Gyula, aki Medura Lászlóval közösen dolgozta ki az elektrokonvulzív terápiát 1934-ben, eredetileg azzal a céllal, hogy a szkizofréniában szenvedők tüneteit enyhítsék, mivel akkoriban azt feltételezték, hogy az epilepszia és a szkizofrénia egymással ellentétes betegségek.
1936-ban került az intézet élére Benedek László, akit politikai hátszéllel neveztek ki Schaffer utódjának és akinek a megítélése – szélsőjobboldali, náci eszmékhez és a fajbiológiához való vonzalma miatt – meglehetősen ellentmondásos. Benedek 1945-ben elhagyta az országot, majd öngyilkos lett.

## A pszichiátria a háttérbe szorul (1945–1980)

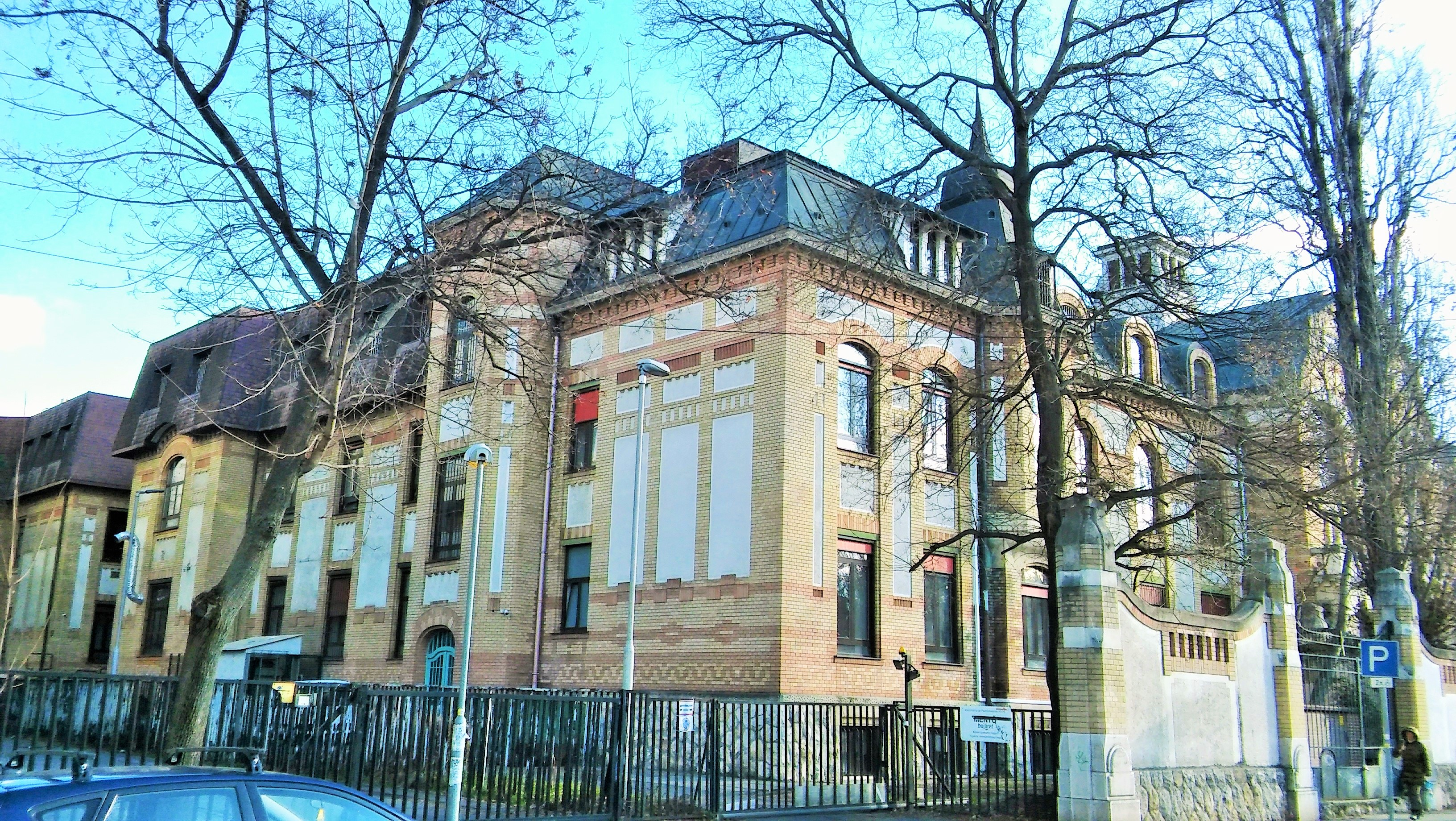
A klinika épülete

Benedek utódja Horányi Béla lett, akit azonban a szocialista államhatalom 1951-ben koncepciós perben lemondatott. Szimbolikus, hogy Horányival együtt a pszichiátriát is a háttérbe szorította a Rákosi-rendszer egészen 1948-tól kezdve. Az orvostudományi egyetem 1951-ben önállósodott, az önálló elmegyógyászati kutatóklinika pedig 1957-ben jöhetett létre. Az új neve ekkor Semmelweis Orvostudományi Egyetem Pszichiátriai Klinika lett. Az 1950-es években elkezdték Magyarországon is alkalmazni az első antipszichotikumot, a klórpromazint, így a biológiai terápia új szintre emelkedett. 1951-ben Nyírő igazságügyi elmeszakértői vizsgát tett és az Orvostudományi Egyetem Pszichiátriai Klinikájának vezetőjévé nevezté ki. 1958-ban kiadták Pszichiátria című tankönyvét, ami évtizedekig meghatározó tananyag volt. Kérésére utódja belgyógyász kollégája, Krasznai Iván lett.
1967-ben Juhász Pál  lett a klinika igazgatója, aki lényeges elmegyógyászati reformokat vezetett be, 1968-tól a pszichiátriai osztályok ajtajait – így a zárt osztályokét is – kinyitotta, megjelentek a klinikai szakpszichológusok, a csoportterápia és a terápiás közösségek. Az elmegyógyászati gondozottak lényegesen szabadabbak lehetettek és szeretteik is kötetlenebb látogatási időnek örvendhettek. A szocialista államhatalom megrovásban részesítette Juhászt, amikor el akarta vállalni a Pszichiátriai Világszövetség alelnöki tisztségét.
Más szocialista országokkal ellentétben a Magyar Népköztársaság idején nem éltek vissza politikai célzattal a pszichiátriával.

## A pszichiátria napjainkban (1980-tól)
1980-ban, több mint 30 év államhatalmi presszió után megalakulhatott a Magyar Pszichiátriai Társaság. Juhász Pál után 1985-ben Magyar István ezredes  került a klinika élére, akinek a vezetése alatt nem csak a pszichofarmakológiai hanem a pszichológiai és pszichoterápiás kutatások is jelentős fejlődésen mentek keresztül. 1989-ben az intézmény a Pszichiátriai és Pszichoterápiás Klinika nevet vette fel. Magyar Istvánt nyugalmazása után Tringer László váltotta, aki 1994 és 2004 között volt igazgató és szem előtt tartotta a betegápolás humánusabbá tételét. Az általa írt, esetillusztrációkban gazdag és olvasmányos tankönyv, A Pszichiátria tankönyve címmel első ízben 1999-ben jelent meg, azóta pedig több kiadást is megért, és rögtön hivatalos tananyaggá vált.

## Kapcsolódó irodalom
- Csapó József: Orvosló könyvetske, melly betegeskedö szegény sorsu ember számára és hasznára készült (1791)
- Kétly Károly: Az idegrendszer némely rendes és beteges működéséről (1881)
- Moravcsik Ernő Emil: A gyakorlati elmekórtan vázlata (1888)
- Moravcsik Ernő Emil: Gyakorlati elmekórtan (1897)
- Pándy Kálmán: Az elmebetegápolás jobb és olcsóbb rendszerének megvalósításáról Magyarországon (1901)
- Moravcsik Ernő Emil–Fischer Ignác: Az idegbetegségek gyógyitása/Az elmebetegségek gyógyitása (1903)
- Oláh Gusztáv: Az elmebetegségek orvoslása (1903)
- Pauer Imre Rudolf: A lélektan alaptanai (1903)
- Moravcsik Ernő Emil: A neurasthenia (1913)
- Moravcsik Ernő Emil: Elmekór- és gyógytan (1914)
- Sigmund Freud: Pszichoanalizis (1915)
- Sikorsky J. A.(wd): A gyermek lelki fejlődése valamint az érettebb életkor lélektanának rövid jellemzése (1918)
- Mayer Hermann: Az idegrendszeri betegségek és elmebajok összefoglalása (1923)
- Nyírő Gyula–Szabó József: Elmekórtan orvosnövendékek és gyakorló orvosok számára (1925)
- Nyírő Gyula: Psychoanalisis (1931)
- Hermann Imre: A pszichoanalizis mint módszer (1933)
- Harkai Schiller Pál: Pszichológia és emberismeret. Bevezetés a pszichológiába és a pszichotechnikába (1934)
- Nyírő Gyula: Psychiatria (1967)